# Mary McAllister
Mary McAllister, conosciuta anche come Little Mary McAllister (Los Angeles, 27 maggio 1909 – Del Mar, 1º maggio 1991), è stata un'attrice statunitense.
Attrice bambina, esordì a sei anni sullo schermo, girando Despair (1915), un cortometraggio prodotto dalla Essanay di Chicago, compagnia per la quale lavorò fino a che questa non chiuse i battenti.
Nel 1927 il suo nome venne inserito nell'elenco delle WAMPAS Baby Stars, le giovani stelle emergenti dello spettacolo.
La sua carriera cinematografica, iniziata nel 1915 e durata fino al 1930, copre un arco di quindici anni.
Apparve per l'ultima volta sullo schermo in un piccolo ruolo non accreditato nel film Madame Satan (1930) di Cecil B. DeMille. La giovane attrice all'epoca aveva solo 21 anni.
Morì a Del Mar, in California, all'età di 81 anni, il 1º maggio 1991.

## Riconoscimenti
- WAMPAS Baby Stars (1927)
- Young Hollywood Hall of Fame (1908-1919)

## Filmografia
La filmografia - basata su IMDb - è completa. Quando manca il nome del regista, questo non viene riportato nei titoli
- Despair, regia di J. Charles Haydon - cortometraggio (1915)
- Borrowed Sunshine, regia di Lawrence C. Windom - cortometraggio (1916)
- Unto the Least of These - cortometraggio (1916)
- The Little Shoes, regia di Arthur Berthelet (1917)
- The Little Missionary, regia di Richard Foster Baker - cortometraggio (1917)
- Do Children Count?, regia di Lawrence C. Windom - serial (1917)
- The Guiding Hand, regia di Lawrence C. Windom - cortometraggio (1917)
- Steps to Somewhere, regia di Lawrence C. Windom - cortometraggio (1917)
- The Wonderful Event, regia di Lawrence C. Windom - cortometraggio (1917)
- Sotto processo (On Trial), regia di James Young (1917)
- The Yellow Umbrella, regia di J. Charles Haydon - cortometraggio (1917)
- A Place in the Sun, regia di Lawrence C. Windom - cortometraggio (1917)
- Where Is My Mother?, regia di Lawrence C. Windom - cortometraggio (1917)
- When Sorrow Weeps, regia di Lawrence C. Windom - cortometraggio (1917)
- The Uneven Road, regia di Lawrence C. Windom - cortometraggio (1917)
- The Season of Childhood, regia di Lawrence C. Windom - cortometraggio (1917)
- The Little White Girl, regia di Lawrence C. Windom - cortometraggio (1917)
- The Bridge of Fancy, regia di Lawrence C. Windom - cortometraggio (1917)
- The Kingdom of Hope, regia di L.C. Windom - cortometraggio (1917)
- Pants, regia di Arthur Berthelet (1917)
- Young Mother Hubbard, regia di Arthur Berthelet (1917)
- The Kill-Joy, regia di Fred E. Wright (1917)
- Sadie Goes to Heaven, regia di W. S. Van Dyke (1917)
- Half a Chance, regia di Robert Thornby (1920)
- Ceneri di vendetta (Ashes of Vengeance), regia di Frank Lloyd (1923)
- All's Swell on the Ocean, regia di Erle C. Kenton e Jess Robbins - cortometraggio (1924)
- The Measure of a Man, regia di Arthur Rosson (1924)
- A Roaring Adventure, regia di Clifford Smith (1925)
- The Boomerang, regia di Louis J. Gasnier (1925)
- The Red Rider, regia di Clifford Smith (1925)
- The Ace of Spades, regia di Henry MacRae (1925)
- Don Chisciotte dell'amore (The Sap), regia di Erle C. Kenton (1926)
- Sesso... che non tramonta (The Waning Sex), regia di Robert Z. Leonard (1926)
- One Minute to Play, regia di Sam Wood (1926)
- The Man in the Shadow, regia di David Hartford (1926)
- The Midnight Watch, regia di Charles J. Hunt (1927)
- Fire and Steel, regia di Bertram Bracken (1927)
- Singed, regia di John Griffith Wray (1927)
- Wickedness Preferred, regia di Hobart Henley (1928)
- Il veliero del diavolo (The Devil's Skipper), regia di John G. Adolfi (1928)
- Into No Man's Land, regia di Alexis Thurn-Taxis (come Cliff Wheeler) e Arthur Guy Empey (1928)
- Amori di un'attrice (Loves of an Actress), regia di Rowland V. Lee (1928)
- On the Level, regia di Irving Cummings (1930)
- Madame Satan (Madam Satan), regia di Cecil B. DeMille (1930)